# STX2
STX2 (англ. Syntaxin 2) – білок, який кодується однойменним геном, розташованим у людей на короткому плечі 12-ї хромосоми. Довжина поліпептидного ланцюга білка становить 288 амінокислот, а молекулярна маса — 33 341.
| 10         |  | 20         |  | 30         |  | 40         |  | 50         |
| ---------- |  | ---------- |  | ---------- |  | ---------- |  | ---------- |
| MRDRLPDLTA |  | CRKNDDGDTV |  | VVVEKDHFMD |  | DFFHQVEEIR |  | NSIDKITQYV |
| EEVKKNHSII |  | LSAPNPEGKI |  | KEELEDLNKE |  | IKKTANKIRA |  | KLKAIEQSFD |
| QDESGNRTSV |  | DLRIRRTQHS |  | VLSRKFVEAM |  | AEYNEAQTLF |  | RERSKGRIQR |
| QLEITGRTTT |  | DDELEEMLES |  | GKPSIFTSDI |  | ISDSQITRQA |  | LNEIESRHKD |
| IMKLETSIRE |  | LHEMFMDMAM |  | FVETQGEMIN |  | NIERNVMNAT |  | DYVEHAKEET |
| KKAIKYQSKA |  | RRKKWIIIAV |  | SVVLVAIIAL |  | IIGLSVGK   |  |            |

A: Аланін

C: Цистеїн

D: Аспарагінова кислота

E: Глутамінова кислота

F: Фенілаланін

G: Гліцин

H: Гістидин

I: Ізолейцин

K: Лізин

L: Лейцин

M: Метіонін

N: Аспарагін

P: Пролін

Q: Глутамін

R: Аргінін

S: Серин

T: Треонін

V: Валін

W: Триптофан

Задіяний у такому біологічному процесі, як альтернативний сплайсинг. 
Локалізований у мембрані.